# 浅内沼
座標: 北緯40度09分00秒 東経140度00分30秒 / 北緯40.15000度 東経140.00833度
浅内沼（あさないぬま）は、秋田県能代市にある能代市最大の湖。砂丘後背池沼である。沼のまわりを1周すると1里あることから「一里沼」と呼ぶこともある。浅内小学校の校歌にも歌われている。

## 歴史
享保年間には、米代川からの木材などが三頭沼と浅内沼を通して八郎潟まで運河を利用して運ばれていた。詳しくは三頭沼を参照。
古老は「昔は増水や冷水で不作が続き、早くから干拓の話もあったが、下流の反対で立ち消えになった」「浅内から黒岡にかけて、ガス泥炭を掘ってよく燃料に使った」と語っている。浅内沼から南下して、吉田堤、長沼、笹森沼があったが、それらは干拓され昭和34年に内沼に揚水場が設置され周辺の集落が共同で圃場、農道整備を行って昭和56年に完成し、記念碑が建っている。浅内沼と八郎潟の間には慶安年間に黒岡の西方市左衛門が浅内沼から堰を築いて放水し開田してとの記録がある。享保元年には三輪太郎右衛門が運河を掘りきったのも、市左衛門の築いた堰を拡大整備したものと思われる。古老の話では「毎年集落で砂上げをしていた」とのことであった。現在の水路は幅約8mの立派な水路になっている。昭和11年には浅内沼の流水を砂埋めにして廃川として、東側の新川を三十郎川と称していた。

## 地理

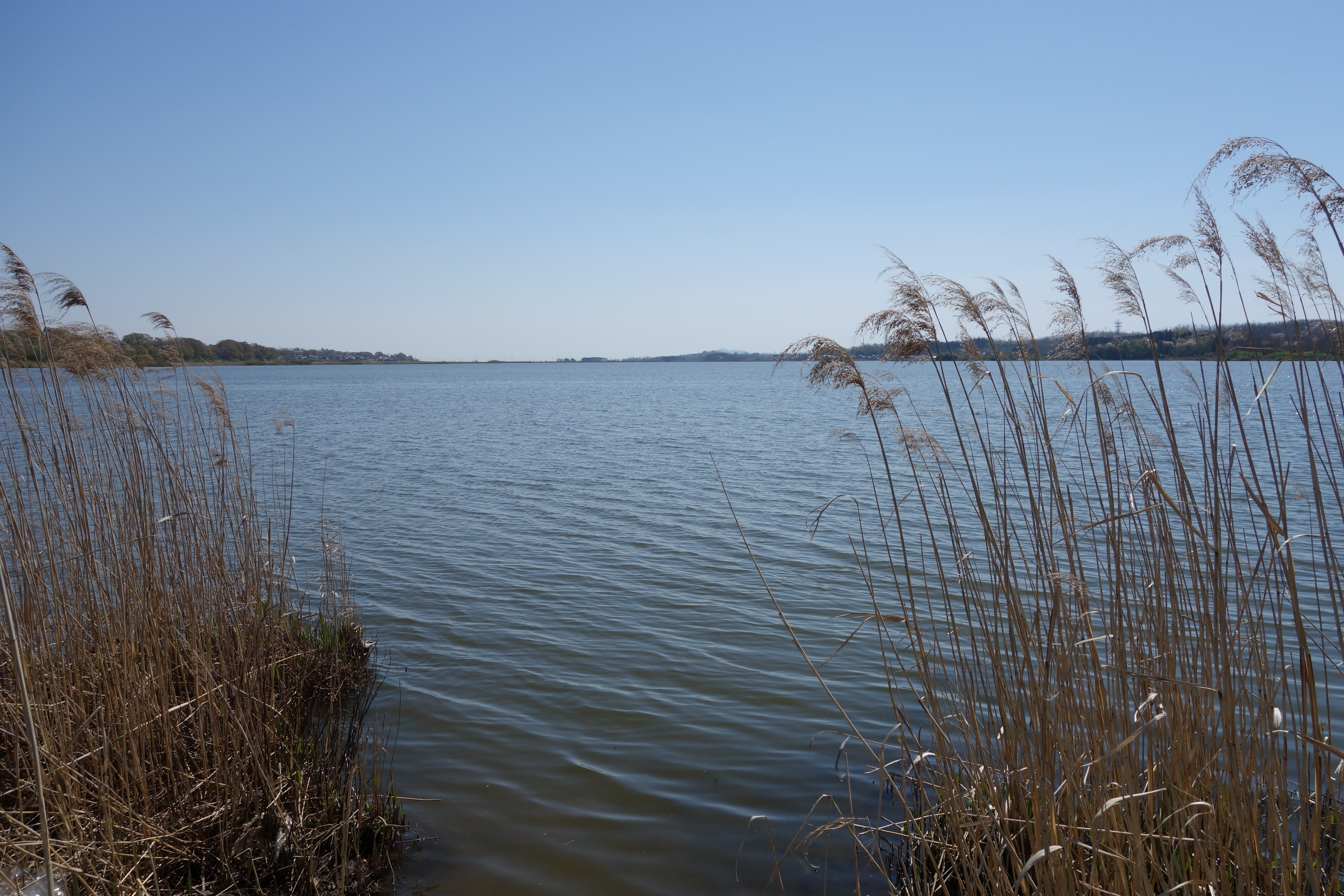
北から見た浅内沼

能代市南部、日本海海岸沿いに南北に走行する背斜軸と出羽山地の背斜軸間の1kmの低湿地帯にある沼。東西600m、南北1,800mの長方形である。「地名辞書」では「東西三町半、南北十五町、金光寺野に属し、能代川に入る一里余り」とある。台地末端の湧水地帯に浅内（丘浅内）が立地している。沼の北部を低湿地開発し、中浅内が開拓され、砂丘裏に浜浅内がある。
南北に延びた低地には、北から出戸沼、赤沼、小沼、浅内沼、大山沼、ヨシ沼、蓮沼という大小の沼が並び、八郎潟に続いている。この中で一番大きいのが浅内沼である。沼の周囲にはヨシ原が14haの広さで茂っている。

## 植生
水生植物ではフサモ、マツモ、エビモ、クロモの水生湿地として秋田県の特定植物群落に1984年、リストアップされたが、1998年にはこれらの水生植物の確認は極めて難しくなっていた。1998年度に確認出来た水生植物はハス、コウホネ、ミズドクサ、ヨシ、マコモなどであった。マコモ、ハス、コウホネなどの大形水生植物（抽水植物）の減少と、ヒシ、マツモ、フサモ、クロモ、エビモなどの小形水生植物の消滅が見られた。

## 鳥類
浅内沼は、かつては野鳥の楽園であった。昭和30年ころからは、渡り鳥が沼に入っても落ち着きがなく、沼から飛び去ってしまうようになり、昭和40年代になると、景気の向上と共に猟銃を持つ人が増え、浅内沼は県内外からハンターがあつまる狩猟場になった。それでも、狩猟期間が終わると留鳥のカルガモは沼に帰っていた。
平成5年頃まで、浅内沼は狩猟シーズン前の10月、数万羽のカモ類、ハクチョウ、ガン類が飛来し、沼の全面が水鳥によって賑わい、渡り鳥の季節になるとこの沼には5万羽以上のカモの群で埋め尽くされることがあった。6万羽という記録もある。マガモ、オナガガモが主なものであるが、カルガモやスズガモ、ホシハジロ、ヒドリガモ、キンクロハジロ、ホオジロガモなどである。ミコアイサ、シマアジも見られることがある。その他にハクチョウやガン、サギ類、その他カモを追ってオジロワシが現れることもあった。近年カルガモの子育てがあまりよくできなくなっている。カルガモの巣作りが始まるとキツネが現れて、卵を食べてしまうのが一因であった。
平成5年からは水鳥が沼に入らなくなってきた。飛来数が多かった当時は沼の水量が少なく浅かった（最大130cm程度)。しかし、1988年ころから水深は増加し、満水状態（最大180cm）が多く、ハス、コウホネ、マコモなどの大形水草の生育が難しくなった。特にヒシ類は絶滅している。そのため、水鳥にとって難しい環境になった。